# James M. Cain
Pour les articles homonymes, voir Cain (homonymie).
Œuvres principales
- Le facteur sonne toujours deux fois (1934)
- Mildred Pierce (1941)

James Mallahan Cain est un écrivain américain né à Annapolis dans l'État du Maryland (États-Unis) le 1er juillet 1892 et mort à Hyattsville, dans le Maryland, le 27 octobre 1977 à l'âge de 85 ans.

## Biographie
Après avoir enseigné les mathématiques et l'anglais au Washington College, il est mobilisé en 1918 en France et sera rédacteur du Lorraine Cross, journal officiel de la 79e division.
Entre autres métiers, il a été directeur d'édition au journal The New Yorker et scénariste. Il a publié sa première nouvelle à l'âge de 42 ans et obtint un important succès avec de nombreux romans noirs classiques.
Il légua son corps à la science[réf. nécessaire].

## Œuvre
- 1934 : Le facteur sonne toujours deux fois (The Postman Always Rings Twice)
- 1935 : Double indemnité (Double Indemnity) repris en 1944 dans le recueil Assurance sur la mort
- 1936 : Sérénade (Serenade)
- 1941 : Mildred Pierce
- 1942 : Le Bluffeur (Love's Lovely Counterfeit)
- 1944 : Assurance sur la mort (Three of a Kind) incluant les nouvelles Career in C Major, The Embezzler et Double Indemnity
- 1946 : Au-delà du déshonneur (Past All Dishonor)
- 1947 : Dans la peau (The Butterfly)
- 1948 : La Perverse (Sinful Woman)
- 1948 : Coups de tête (The Moth)
- 1950 : La Femme Jalouse (Jealous Woman)
- 1953 : Galatée (Galatea)
- 1958 : The Root of His Evil
- 1962 : La Belle de la Nouvelle Orléans (Mignon)
- 1965 : La Femme du magicien (The Magician's Wife)
- 1975 : Au bout de l'arc-en-ciel (Rainbow's End)
- 1976 : The Institute (Le Mécène, Manitoba Les belles lettres, 2000)
- 1984 : Cloud Nine
- 1985 : The Enchanted Isle
- 2012 : The Cocktail WaitressManuscrit "perdu" , retrouvé par l’éditeur Charles Ardai au bout de plusieurs années de recherches[2],[3]. Ce manuscrit existait dans de multiples versions mais qui ne satisfaisaient pas à l'époque, James M. Cain. L'éditeur Charles Ardai a remanié plusieurs fois ce manuscrit avant de le publier en septembre 2012, 35 ans après la mort de l'auteur[4]. Ce livre a été publié pour la première fois en français le 20 août 2014, sous le titre Bloody Cocktail[5],[6] aux Éditions de l'Archipel.

## Adaptations
- Le facteur sonne toujours deux fois (The postman always rings twice) a inspiré de nombreuses versions :
  - 1939 : Le Dernier Tournant de Pierre Chenal, avec notamment Michel Simon
  - 1943 : Les Amants diaboliques (Ossessione) de Luchino Visconti; le livre n’est pas mentionné au générique.
  - 1946 : Le facteur sonne toujours deux fois (The Postman always rings twice) de Tay Garnett.
  - 1981 : Le facteur sonne toujours deux fois (The Postman always rings twice) de Bob Rafelson, avec notamment Jack Nicholson
  - 1998 : Szenvedély (Passion) de György Fehér, film hongrois de 155 min en noir et blanc.
  - 2004 : Buai laju-laju (titre international: Swing My Swing High, My Darling) de U-Wei Haji Saari, film malais de 93 min; le livre n’est pas mentionné au générique.
  - 2008 : Jerichow de Christian Petzold ; le livre n'est pas mentionné au générique.

- Double Indemnité :
  - 1944 : Assurance sur la mort (Double Indemnity) de Billy Wilder

- Mildred Pierce :
  - 1945 : Le Roman de Mildred Pierce, film réalisé par Michael Curtiz
  - 2011 : Mildred Pierce, mini-série télévisée réalisée par Todd Haynes

- Le Bluffeur (Love's lovely counterfeit) :
  - 1956 : Deux rouquines dans la bagarre (Slightly Scarlet) de Allan Dwan